# Siêu lạm phát

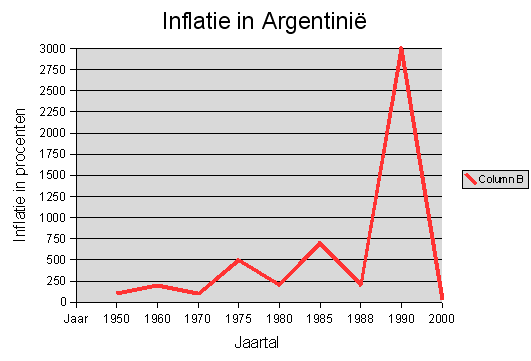
Siêu lạm phát ở Argentina

Siêu lạm phát là tình trạng lạm phát cao, có tác động phá hoại nền kinh tế nghiêm trọng. Thông thường, tốc độ tăng giá chung ở mức 3 chữ số hàng năm thì gọi là siêu lạm phát. Khi có siêu lạm phát, tiền mất giá nghiêm trọng, và lượng cầu về tiền tệ giảm đi đáng kể.

## Định nghĩa
Không có định nghĩa thống nhất về siêu lạm phát. Có người cho rằng mức lạm phát trên 1.000% là siêu lạm phát, trên 100% đến dưới 1.000% là lạm phát phi mã, từ 10% đến dưới 100% là lạm phát cao.
Năm 1956, Phillip Cagan viết quyển sách Tiền tệ và cơ năng của siêu lạm phát, là nghiên cứu chính thức đầu tiên về siêu lạm phát và ảnh hưởng của nó (dù quyển Kinh tế học về lạm phát của C. Bresciani-Turroni đã được xuất bản năm 1931 tại Ý, nói về thời kì siêu lạm phát tại Cộng hòa Weimar những năm đầu thập niên 1920). Trong cuốn sách của mình, Cagan định nghĩa rằng siêu lạm phát xảy ra khi tỷ lệ lạm phát hàng tháng lên 50% hoặc hơn, và kết thúc khi xuống dưới 50% (với điều kiện là nó phải duy trì trong vòng ít nhất một năm).
Hội đồng Chuẩn mực Kế toán Quốc tế đã ban hành nguyên tắc giữ sổ sách trong một môi trường siêu lạm phát. Họ không thiết lập một quy tắc tuyệt đối nào về thời điểm phát sinh siêu lạm phát.  Thay vào đó, các yếu tố sau đây sẽ cho thấy sự tồn tại của siêu lạm phát.
- Dân số nói chung cảm thấy hạnh phúc với tài sản phi tiền tệ hoặc ngoại tệ. Tiền nội tệ được sử dụng ngay lập tức để duy trì sức mua, chúng không được dân chúng giữ lại.
- Dân số nói chung có sự liên quan đến các khoản tiền tệ trong kỳ hạn của một ngoại tệ. Giá có thể được dẫn chứng bằng ngoại tệ đó.
- Mua bán tín dụng diễn ra ở mức giá có thể bù đắp cho sự thiếu hụt sức mua trong thời hạn tín dụng, thậm chí trong thời gian ngắn.
- Lãi suất, tiền lương và giá cả được liên kết với một chỉ số giá, và
- Tỉ lệ lạm phát trong 3 năm tích lũy là 100% hoặc hơn.

## Nguyên nhân
Hiện có nhiều giả thuyết về nguyên nhân dẫn đến siêu lạm phát. Nhưng gần như tất cả các siêu lạm phát đã được gây ra bởi thâm hụt ngân sách chính phủ, nên buộc chính phủ phải in thêm rất nhiều tiền. Sau khi phân tích 29 siêu lạm phát (theo định nghĩa của Cagan) thì Bernholz đã kết luận rằng ít nhất 25 trong số đó đã xảy ra theo cách này. Bên cạnh đó, một điều kiện cần thiết cho siêu lạm phát là sự tồn tại của các loại tiền tệ không chuyển đổi cố định vào vàng và bạc. Giả thuyết này được đề xuất bởi có một thực tế là có một số trường hợp ngoại lệ về siêu lạm phát, chẳng hạn như siêu lạm phát của Pháp những năm 1789-1796, sau khi tiền "assignat", một loại tiền giấy không chuyển đổi, được giới thiệu.

## Hậu quả
Siêu lạm phát làm giảm sức mua của các tổ chức tiết kiệm tư nhân và công cộng; bóp méo nền kinh tế thiên về việc tích trữ tài sản thực tế; làm cơ sở tiền tệ tháo chạy khỏi đất nước, cho dù nội tệ hay ngoại tệ có mạnh đến đâu.
Một trong những đặc điểm quan trọng nhất của siêu lạm phát là sự gia tăng thay thế tiền lạm phát bằng cách ổn định làm ổn định tiền vàng và bạc trong thời gian trước đây, sau đó làm ổn định ngoại tệ một cách tương đối (sau sự sụp đổ của tiêu chuẩn vàng bạc, theo định luật Gresham). Nếu lạm phát đủ cao, các quy định của chính phủ như hình phạt nặng, tiền phạt, thường kết hợp với kiểm soát ngoại hối sẽ không thể ngăn chặn việc thay thế tiền lạm phát. Kết quả là, đồng tiền lạm phát sẽ bị định giá thấp hơn so với tiền nước ngoài ổn định, trong điều kiện sức mua tương đương. Vì vậy, người nước ngoài có thể sống và mua sản phẩm ở mức giá rẻ ở các nước bị lạm phát cao. Nó có thể dẫn đến việc chính phủ của các nước - vốn thất bại trong việc cải cách tiền tệ trong một thời gian - phải hợp pháp hóa các ngoại tệ mạnh (trước đây là vàng và bạc), và chúng có thể thay thế hoàn toàn tiền lạm phát. Nếu không hợp pháp hóa ngoại tệ mạnh, thì doanh thu thuế của chính phủ, bao gồm thuế lạm phát, sẽ tiếp cận xuống đến mức 0. Quá trình này có thể thấy được ở Zimbabwe vào cuối thập niên 2000. Khi đó, đồng đôla của nước này, do bị mất giá nghiêm trọng, nên đã được thay thế bằng đồng đôla Mỹ và rand Nam Phi.

### Sự kết thúc
Siêu lạm phát thường kết thúc bằng các biện pháp quyết liệt, chẳng hạn như việc áp đặt các biện pháp cắt giảm chi tiêu chính phủ hoặc làm thay đổi cơ sở tiền tệ. Một trong số các biện pháp đó là đô la hóa, tức là sử dụng đồng ngoại tệ (không nhất thiết phải thay thế bằng đô la Mỹ) như là một đơn vị quốc gia của tiền tệ. Một ví dụ là đô la hóa ở Ecuador, bắt đầu từ tháng 9 năm 2000 để đối phó cho sự mất giá nghiêm trọng của đồng sucre. (Đồng sucre khi đó đã mất giá 75% từ đầu năm 2000.) Tuy nhiên, đô la hóa vẫn thường xuyên xảy ra ở các nước, bất chấp các nỗ lực của chính phủ để ngăn chặn nó bởi kiểm soát ngoại hối, tiền phạt nặng hay hình phạt. Chính phủ đã cố gắng để thiết kế một cuộc cải cách tiền tệ nhằm làm ổn định giá trị của tiền tệ. Nếu không thành công với những cải cách này thì tiền lạm phát sẽ bị thay thế bởi ngoại tệ mạnh. Vì vậy, cũng không quá ngạc nhiên khi đã có ít nhất 7 trường hợp trong lịch sử mà trong đó, ngoại tệ mạnh ở nước ngoài đã chấm dứt hoàn toàn việc sử dụng tiền lạm phát. Cuối cùng, chính phủ đã phải hợp pháp hóa các đồng tiền cũ cho trường hợp doanh thu của nó sẽ giảm xuống còn 0.
Siêu lạm phát đã để lại những hậu quả đau thương cho những người bị ảnh hưởng, và các chế độ chính trị tiếp theo luôn ban hành chính sách để ngăn chặn sự tái phát của nó. Điều này có nghĩa là làm cho các ngân hàng trung ương cảm thấy tích cực về việc duy trì sự ổn định của giá cả như trường hợp của ngân hàng Bundesbank tại Đức, hoặc di chuyển đến một số cơ sở phức tạp của đồng tiền như một hội đồng tiền tệ. Nhiều chính phủ cũng đã ban hành mức lương và kiểm soát giá cả cực kỳ gay gắt trong sự trỗi dậy của siêu lạm phát, nhưng điều này vẫn không ngăn chặn lạm phát tiếp tục cung ứng tiền tệ của ngân hàng trung ương, và luôn dẫn đến thiếu hụt hàng tiêu dùng nếu các chính sách được thực thi một cách cứng nhắc.

### Hậu quả đối với tiền tệ
Tại các nước từng trải qua siêu lạm phát, các ngân hàng trung ương thường in tiền có mệnh giá lớn hơn và lớn hơn thế nữa, khiến các tờ tiền mệnh giá nhỏ trở nên vô giá trị. Điều này sẽ dẫn đến sự xuất hiện của các tờ tiền có mệnh giá 1 tỷ đơn vị tiền tệ hoặc hơn.
- Cuối năm 1923, Cộng hòa Weimar của Đức đã phát hành 2 nghìn tỷ tiền giấy và tem bưu chính có mệnh giá 50 tỷ mác. Tờ tiền có giá trị cao nhất do ngân hàng Reichbank của chính phủ Weimar có mệnh giá 100 nghìn tỷ mác (1014, 100.000.000.000.000 hay 100 triệu triệu).[5][6] Ở đỉnh điểm của lạm phát, 1 đôla Mỹ đổi được tới 4 nghìn tỷ mác. Một công ty in ấn đã gửi hóa đơn trị giá (và phải trả) 32.776.899.763.734.490.417,05 mác (3.28 × 1019, làm tròn thành 33 tỷ tỷ) cho Reichbank.[7]
- Tờ tiền có mệnh giá cao nhất từng được lưu hành là vào năm 1946. Khi đó, Ngân hàng Quốc gia Hungary đã lưu hành tờ tiền mệnh giá 100 tỷ tỷ pengo (1020, 100.000.000.000.000.000.000, 100 triệu triệu triệu) (xem hình ảnh). (Thậm chí, còn có một tờ tiền trị giá cao hơn 10 lần, tức là 1021, 1 nghìn tỷ tỷ pengo, đã được in nhưng không được phát hành. Xem hình ảnh.) Các giấy bạc đã không cho thấy những con số đầy đủ: "trăm triệu b.- pengo" (trăm triệu nghìn tỷ pengo) và "một ngàn triệu b.- pengo" đã được phát âm vì những con số quá dài. Như vậy, tờ giấy bạc 100.000.000.000.000 đôla Zimbabwe đã trở thành tờ giấy mà có mệnh giá hiển thị nhiều số 0 nhất trên thế giới.
- Sau Thế chiến II, tỉ lệ lạm phát hàng tháng ở Hungary chạm mức cao nhất trong lịch sử thế giới - 41.900.000.000.000.000% (4.19 × 1016% hoặc 41,9 triệu tỷ %) vào tháng 7 năm 1946. Với tỉ lệ này, giá cả ở Hungary sẽ tăng gấp đôi sau mỗi 15,3 giờ. Nếu so sánh, tỉ lệ lạm phát hàng năm ở Zimbabwe là 89.7 nghìn tỷ tỷ % (số liệu tính đến ngày 14 tháng 11 năm 2008)[8], tức là giá cả sẽ nhân đôi sau mỗi 24,7 giờ. Khi viết ra giấy, con số này là 89.700.000.000.000.000.000.000%.

Một cách để giúp người dân khỏi bị ám ảnh bởi những con số 0 là tuyên bố một đơn vị tiền tệ mới. (Ví dụ, thay vì in tờ tiền 10 tỷ đôla, một ngân hàng trung ương sẽ cho đổi tiền theo tỉ lệ 1 tỉ đôla cũ đổi 1 đôla mới. Như vậy, các tờ tiền mới sẽ được ghi là 10 đôla mới.) Một ví dụ thực tế là ở Thổ Nhĩ Kỳ, khi nước này cho đổi tiền lira của mình theo tỉ lệ 1.000.000 lira cũ (TRL) đổi 1 lira mới (TRY) từ ngày 1 tháng 1 năm 2005. Trong khi điều này không làm giảm giá trị thực tế của tiền tệ, nó còn được định nghĩa là "định giá lại đồng tiền" và cũng thỉnh thoảng xảy ra ở các nước có lạm phát thấp hơn. Khi xảy ra siêu lạm phát, lạm phát tiền tệ quá nhanh làm chứa đựng những con số quá lớn trên các hóa đơn trước khi tiền tệ được định giá lại.
Một số tờ tiền được đóng dấu để chỉ ra những thay đổi liên quan đến mệnh giá, vì nó thường mất rất nhiều thời gian để in những tờ tiền mới. Bởi vì, trong thời gian các tờ tiền mới được in, các tờ tiền cũ sẽ trở nên lỗi thời.
Đồng tiền kim loại thường là nạn nhân của siêu lạm phát, do kinh phí để đúc tiền vượt quá giá trị lưu thông của nó. Một số lượng lớn tiền đúc đã bị nấu chảy, thường là bất hợp pháp, sau đó đi xuất khẩu cho các ngoại tệ mạnh.
Các chính phủ thường sẽ cố gắng che đậy tỉ lệ thực sự của lạm phát thông qua một loạt các kĩ thuật khác nhau. Không có hành động nào trong số đó là nhằm giải quyết những nguyên nhân gốc rễ của lạm phát; và nếu bị phát hiện, nó sẽ có xu hướng làm suy yếu niềm tin của người dân vào đồng tiền, dẫn đến tăng lạm phát. Kiểm soát giá cả nói chung sẽ dẫn đến tình trạng thiếu hàng hóa và nhu cầu rất cao đối với các mặt hàng bị kiểm soát, gây ra sự gián đoạn của các chuỗi cung ứng. Sản phẩm phục vụ cho người tiêu dùng có thể bị giảm hoặc biến mất  khi các doanh nghiệp không còn thấy nó đạt hiệu quả kinh tế để tiếp tục sản xuất và (hoặc) phân phối hàng hóa đó theo giá hợp pháp, làm trầm trọng thêm tình trạng thiếu cung.
Ngoài ra còn có vấn đề với hệ thống tiền xử lý bằng máy tính. Tại Zimbabwe, trong siêu lạm phát của đồng đô la nước này, nhiều máy rút tiền tự động và máy thanh toán thẻ phải vật lộn với các lỗi tràn số học khi khách hàng yêu cầu hàng tỷ và hàng nghìn tỷ đô la trong cùng một thời gian.

## Một số ví dụ thực tế

### Áo
Năm 1922, lạm phát ở Áo chạm mức 1.426%. Trong 9 năm, từ năm 1914 đến tháng 1 năm 1923, chỉ số giá tiêu dùng tăng 11.836 lần; tờ tiền có mệnh giá cao nhất lúc bấy giờ là 500.000 krone Áo.
Quan sát các phản ứng của Áo trước siêu lạm phát, vốn được thúc đẩy bởi sự ích kỉ và thiếu khả năng chính trị, bao gồm việc tích trữ thực phẩm và đầu cơ ngoại tệ, Owen S. Phillpotts, Bộ trưởng thương mại Đại sứ quán Anh tại Viên (thủ đô của Áo) đã viết: "Áo cũng giống như những người đàn ông trên một con tàu không thể điều khiển nó, và liên tục phát tín hiệu cầu cứu. Trong khi chờ đợi, hầu hết trong số họ bắt đầu cắt bè, mảng ra khỏi mặt sàn. Con tàu vẫn chưa chìm bất chấp sự rò rỉ, và những người - vốn đã có nhiều gỗ bằng cách này - có thể sử dụng chúng để nấu đồ ăn, trong khi các thủy thủ cảm thấy lạnh và đói rét. Người dân ở Áo rất thiếu sự can đảm, nghị lực và lòng yêu nước".
- Thời gian: Tháng 10 năm 1921 đến tháng 9 năm 1922.
- Tháng có lạm phát cao nhất: Tháng 8 năm 1922, tỷ lệ lạm phát: 129%[12]

### Trung Quốc
Là nước đầu tiên sử dụng tiền định danh, Trung Quốc đã từng 2 lần trải qua giai đoạn siêu lạm phát. Tiền giấy ở đây đã xuất hiện lần đầu tiên dưới thời nhà Đường và được đón nhận rất tích cực. Chúng giữ nguyên được giá trị khi triều đại tiếp theo (nhà Tống) kiểm soát chặt chẽ việc phát hành tiền giấy. Sự tiện lợi của chúng trong các mục đích thương mại đã dẫn đến nhu cầu mạnh mẽ đối với tiền giấy. Khi khung phép trên lượng cung bị phá vỡ, thì siêu lạm phát đã xảy ra.
Nhà Nguyên đã in một lượng lớn tiền định danh để tài trợ cho các cuộc chiến tranh của họ, dẫn đến siêu lạm phát.
Trong thế kỉ 20, Trung Quốc lại tiếp tục trải qua siêu lạm phát, cụ thể là vào những năm 1948 - 1949, khi Trung Quốc đang có nội chiến. Năm 1947, tờ 50.000 yuan là tờ tiền có mệnh giá cao nhất. Đến giữa năm 1948, mệnh giá này là 180 triệu yuan. Trong năm 1948, chính phủ đã thay thế tiền cũ bằng đồng "yuan vàng", theo tỉ lệ 3 triệu yuan cũ đổi 1 yuan vàng. Thế nhưng, trong chưa đầy một năm, mệnh giá cao nhất đã là 10 triệu yuan vàng. Trong giai đoạn cuối của cuộc chiến tranh, đồng "yuan bạc" đã được giới thiệu với tỉ lệ 500 triệu yuan vàng đổi 1 yuan bạc. Trong giai đoạn siêu lạm phát, tờ tiền có mệnh giá cao nhất là 6 tỷ yuan do Ngân hàng tỉnh Tân Cương phát hành. Sau khi đồng Renminbi (RMB hay nhân dân tệ) được thiết lập bởi chính phủ cộng sản mới, siêu lạm phát chấm dứt; năm 1955 RMB được định giá lại theo tỉ lệ 10.000 RMB cũ đổi 1 RMB mới.
Siêu lạm phát ở Trung Quốc được chia làm 2 giai đoạn:
- Giai đoạn 1:
  - Thời gian: Tháng 7 năm 1943 đến tháng 8 năm 1945
  - Tháng có lạm phát cao nhất: Tháng 6 năm 1945, tỷ lệ lạm phát: 302%
- Giai đoạn 2:
  - Thời gian: Tháng 10 năm 1947 đến giữa tháng 5 năm 1949
  - Tháng có lạm phát cao nhất: Tháng 5 năm 1949, tỷ lệ lạm phát: 2.178%[14]

### Đức (Cộng hòa Weimar)
Đến tháng 11 năm 1922, giá trị của tiền vàng trong lưu thông tại Đức (Cộng hòa Weimar) đã giảm từ 300 triệu bảng (trước Thế chiến 1) xuống còn 20 triệu bảng. Ngân hàng Reichbank đã phản ứng điều này bằng cách in ấn tiền mác không kiểm soát, từ đó đẩy nhanh sự mất giá của đồng mác. Lord D'Abernon đã từng viết: "Trong lịch sử, chưa có một con chó nào có thể chạy theo cái đuôi của con chó Reichbank với tốc độ của nó." Nhưng đỉnh điểm của lạm phát ở Đức là vào năm 1923. Năm 1922, mệnh giá cao nhất là 50.000 mác. Đến năm 1923, mệnh giá này là 100 nghìn tỷ mác (=1014). Thời điểm tháng 12 năm 1923, tỷ giá hối đoái là 4,2 nghìn tỷ mác (=4,2 × 1012) đổi 1 đôla Mỹ. Trong năm 1923, tỷ lệ lạm phát tăng 3.25 × 106% mỗi tháng (giá cả nhân đôi sau mỗi 2 ngày). Từ 20 tháng 11 năm 1923, đồng mác được thay thế bởi đồng Rentenmark (RM, hay mác mới) theo tỷ lệ 1 nghìn tỷ mác cũ đổi 1 mác mới. Như vậy, tỷ giá mới sẽ là 4.2 RM đổi 1 USD, giống như tỷ giá của đồng mác cũ năm 1914.
Tương tự như ở Trung Quốc, siêu lạm phát ở Đức cũng được chia làm 2 giai đoạn:
- Giai đoạn 1:
  - Thời gian: Tháng 1 năm 1920
  - Tháng có lạm phát cao nhất: Tháng 1 năm 1920, tỷ lệ lạm phát: 56.9%
- Giai đoạn 2:
  - Thời gian: Tháng 8 năm 1922 đến tháng 12 năm 1923
  - Tháng có lạm phát cao nhất: Tháng 11 năm 1923, tỷ lệ lạm phát: 29.525% [12]

### Hy Lạp
Sau khi bị Đức chiếm đóng vào tháng 4 năm 1941, đã có sự gia tăng đột ngột về giá cả ở Hy Lạp. Điều này xảy ra là do yếu tố tâm lý liên quan đến tình trạng thiếu cung và tích trữ hàng hóa. Trong thời gian bị Đức và Ý chiếm đóng, sản xuất công nghiệp của Hy Lạp (nông nghiệp, khoáng sản,...) đã được sử dụng để duy trì lực lượng chiếm đóng và luôn đảm bảo sự tiếp tế cho lực lượng Afrika Korps (Quân đoàn châu Phi của Đức).
Khi giá trị xuất khẩu bằng đồng drachma giảm, nhu cầu tiền tệ mới đã tác động đến tỷ giá của nó. Giá các mặt hàng tăng vọt do tình trạng thiếu cung (do phong tỏa hải quân và tích trữ hàng hóa). Các khoản nợ đầu tư cũng đã được xử lý bằng đồng drachma (đảm bảo) của Ngân hàng Hy Lạp (tiền giấy được in ấn riêng để trả nợ). Khi giá tăng, Đức và Ý đòi Ngân hàng Hy Lạp phải bán drachma cho họ để bù đắp cho sự tăng giá này. Vì vậy, nền kinh tế Hy Lạp đình trệ, khiến người dân mất lòng tin vào tiền tệ. Tỉ lệ lạm phát từ tháng 11 năm 1943 đến tháng 11 năm 1944 là 2,5 × 1010%, số tiền lưu thông trên toàn quốc là 6,28 × 1018 drachma và một đồng vàng trị giá khoảng 43 nghìn tỷ drachma.
Năm 1946, nước Anh đề xuất kế hoạch bình ổn cho Hy Lạp, bao gồm việc tăng doanh thu từ bán hàng cứu trợ, điều chỉnh một số thuế suất đặc biệt, cải thiện phương pháp thu thuế và thành lập một Ủy ban tiền tệ để chịu trách nhiệm các vấn đề về tài chính. Đến đầu năm 1947, giá cả được bình ổn, niềm tin của người dân được phục hồi và thu nhập được nâng cao. Khi đó, Hy Lạp chính thức thoát khỏi siêu lạm phát.
- Thời gian: Tháng 6 năm 1941 đến tháng 1 năm 1946
- Tháng có lạm phát cao nhất: Tháng 12 năm 1944, tỷ lệ lạm phát: 3 × 1010%

### Hungary
Hiệp ước Trianon và bất ổn chính trị những năm 1919 - 1924 đã dẫn đến lạm phát phi mã ở Hungary. Năm 1921, trong một nỗ lực để ngăn chặn lạm phát, quốc hội Hungary đã thông qua cuộc cải cách Hegedüs, trong đó đánh thuế 20% đối với tiền gửi ngân hàng. Hành động này đã làm kết tủa mọi ngờ vực của các ngân hàng công cộng, nhất là những người làm nông nghiệp, dẫn đến hệ quả là làm giảm lượng tiền trong lưu thông. Cuối cùng, chính phủ Hungary phải in tiền không kiểm soát, dẫn đến lạm phát chạm mốc 98% mỗi tháng.
Khi Thế chiến II bùng nổ, nền kinh tế của Hungary đang rất yếu kém, nước này còn mạnh tay áp dụng những chính sách bao cấp cho khu vực kinh tế tư nhân, gây ra tình trạng thâm hụt ngân sách nghiêm trọng. Để đáp ứng nhu cầu của ngân sách, tình trạng in tiền diễn ra ồ ạt.
Năm 1944, mệnh giá cao nhất ở nước này là 1.000 pengő. Đến cuối 1945, mệnh giá này là 10 triệu pengő. Tờ tiền có mệnh giá cao nhất là 100 tỷ tỷ (1020) pengő được in vào khoảng giữa năm 1946. Tình hình trầm trọng đến nỗi chính phủ Hungary phải sử dụng một đơn vị tiền tệ đặc biệt (adópengő) được thiết kế cho trả thuế và bưu chính. Loại tiền này được điều chỉnh hằng ngày qua đài phát thanh. Ngày 1 tháng 1 năm 1946, một adópengő có giá trị tương đương một pengő. Đến cuối tháng 7, một adópengő đổi được 2 nghìn tỷ tỷ (hoặc 2 × 1021) pengő. Đồng pengő đã bị thay thế sau đó trong một lần tái định giá tiền (400 tỷ tỷ tỷ pengő đổi 1 forint), khi đó tổng giá trị của tất cả các tờ tiền Hungary đang được lưu thông ở nước này có giá trị chỉ bằng 1/1.000 đôla Mỹ. Đỉnh điểm của lạm phát tại Hungary là khi nó chạm mức 1.3 × 1016% (giá sẽ tăng gấp đôi sau mỗi 15 giờ).
- Thời gian: Tháng 8 năm 1945 đến tháng 7 năm 1946
- Tháng có lạm phát cao nhất: Tháng 7 năm 1946, tỷ lệ lạm phát: 41,9 triệu tỷ phần trăm.

### Triều Tiên
Triều Tiên đã từng trải qua thời kì siêu lạm phát từ tháng 12 năm 2009 đến giữa tháng 1 năm 2011. Căn cứ vào giá gạo, siêu lạm phát ở Triều Tiên đã đạt đỉnh vào giữa tháng 1 năm 2010, nhưng theo tỷ giá trên thị trường chợ đen và các tính toán trên cơ sở sức mua tương đương, tháng cao điểm của lạm phát ở nước này là vào đầu tháng 3 năm 2010. Tuy nhiên, số liệu này là không chính thức và do đó phải được xử lý với một mức độ cẩn trọng.

### Philippines
Khi chiếm đóng Philippines vào thời điểm Thế chiến II đang diễn ra, chính phủ Nhật Bản đã ban hành và cho lưu thông tiền định danh. Chính phủ của Cộng hòa Philippines do Nhật tài trợ — do Jose P. Laurel đứng đầu — ban hành chính sách cấm sở hữu các loại tiền tệ khác, nhất là "tiền du kích". Loại tiền định danh này còn được gọi là "peso Mickey Mouse" vì nó tương tự như chơi bằng tiền bạc. Những người sống sót trong chiến tranh thường kể lại câu chuyện họ phải mang vali hoặc túi bayong (túi truyền thống của Philippines, làm bằng dừa hay dải lá buri dệt) tràn ra các hóa đơn do Nhật phát hành.
Trong thời gian đầu, 75 peso có thể mua được 1 quả trứng vịt. Năm 1944, một hộp diêm được bán với giá 100 peso. Năm 1942, mệnh giá lớn nhất được cho phép là 10 peso. Sau đó, vì lạm phát, chính phủ Nhật Bản đã in các tờ tiền mệnh giá 100, 500 và 1.000 peso.
- Thời gian: Tháng 1 đến tháng 12 năm 1944
- Tháng có lạm phát cao nhất: Tháng 1 năm 1944, tỷ lệ lạm phát: 60% [26]

### Đế quốc Anh - Malaya
Malaya và Singapore đã bị Nhật Bản chiếm đóng và thống trị từ năm 1942 đến năm 1945. Người Nhật phát hành một loại tiền đặc biệt, gọi là "tiền chuối" (xuất hiện tứ một mô típ của cây chuối trong tờ giấy bạc 10 đôla) như là một tiền tệ chính thức để thay thế tiền đôla eo biển do người Anh đưa vào lưu hành. Trong thời gian đó, các chi phí thiết yếu tăng mạnh. Khi chiếm đóng thành công, các nhà chức trách Nhật Bản đã in thêm tiền để tài trợ cho các hoạt động chiến tranh của họ, dẫn đến siêu lạm phát và sự mất giá tiền tệ.
Giá trị của 100 đôla eo biển ở thuộc địa của Nhật Bản
- Tháng 2 đến tháng 10 năm 1942: 100 đôla
- 1 tháng 8 năm 1945: 10.500 đôla
- 12 tháng 8 năm 1945: 95.000 đôla
- Sau 13 tháng 8 năm 1945: Đồng đôla trở nên vô giá trị.[27]

### Liên Xô
Siêu lạm phát ở Liên Xô kéo dài khoảng 7 năm, bùng nổ từ những ngày đầu của cuộc cách mạng Bolshevik trong tháng 11 năm 1917, diễn ra trong suốt thời kỳ chiến tranh sau đó. Thời kì siêu lạm phát của Liên Xô đã được đánh dấu bằng 3 lần đổi tiền mà trong đó đồng rúp mới thay thế rúp cũ theo tỷ lệ 10.000 đổi 1 (1 tháng 1 năm 1922), 100 đổi 1 (1 tháng 1 năm 1923) và 50.000 đổi 1 (ngày 7 tháng 3 năm 1924). Giữa năm 1921 và năm 1922, lạm phát ở Liên Xô là 213%.
Để khống chế lạm phát, chính phủ tái lập các tiêu chuẩn vàng với sự ra đời của tiền "chervonets" như là một phần của chính sách kinh tế mới. Cuộc khủng hoảng lạm phát kết thúc vào tháng 3 năm 1924 với sự ra đời của "đồng rúp vàng" như là một tiền tệ tiêu chuẩn của quốc gia

### Nam Tư
Nam Tư cũng đã từng 2 lần rơi vào cảnh siêu lạm phát những năm 1989 - 1994. Một trong những nguyên nhân dẫn đến sự tan rã của Nam Tư là cuộc xung đột ở Bosnia. Chính phủ Nam Tư do Slobodan Milošević đứng đầu đã hậu thuẫn các lực lượng ly khai dân tộc Serbia, khiến Liên hiệp quốc phải ra lệnh trừng phạt kinh tế. Lệnh trừng phạt của LHQ đã khiến nền kinh tế nước này suy yếu, với tỷ lệ lạm phát hàng tháng tăng lên 1.000.000% vào tháng 12 năm 1993 (giá tăng gấp đôi sau mỗi 2,3 ngày).
Mệnh giá cao nhất vào năm 1988 là 50.000 dinar. Năm 1989 mệnh giá này là 2 triệu dinar. Trong cuộc đổi tiền năm 1990, 10 ngàn dinar cũ (thế hệ 1) sẽ đổi được 1 dinar mới (thế hệ 2). Năm 1992, Nam Tư tiếp tục cho đổi tiền: 10 dinar cũ (thế hệ 2) đổi 1 dinar mới (thế hệ 3). Tờ tiền có mệnh giá cao nhất ở nước này (năm 1992) là 50.000 dinar (thế hệ 3). Năm 1993 mệnh giá này là 10 tỷ dinar. Sau đó, Nam Tư cho đổi tiền lần thứ 3 theo tỉ lệ 1.000.000 dinar cũ (thế hệ 3) đổi 1 dinar mới (thế hệ 4). Nhưng trước khi năm 1993 kết thúc, chính phủ phải in những tờ tiền có mệnh giá 500 tỷ dinar. Năm 1994, Nam Tư cho đổi tiền lần thứ 4 theo tỉ lệ 1 tỷ dinar cũ (thế hệ 4) đổi 1 dinar mới (thế hệ 5). Một tháng sau, nước này cho đổi tiền lần cuối cùng theo tỉ lệ 13 triệu dinar (thế hệ 5) đổi 1 novi dinar (dinar thế hệ 6). (Thời điểm đổi tiền, 1 novi dinar có giá trị tương đương 1 đồng mác của Đức.) Như vậy, 1 dinar thế hệ 6 tương đương với khoảng 1.3 × 1027 dinar thế hệ 1.
Lạm phát ở Nam Tư chạm mức 5 × 1015% (lạm phát tích lũy) trong thời gian từ 1 tháng 10 năm 1993 đến 24 tháng 1 năm 1994. Siêu lạm phát ở Nam Tư được chia làm 2 giai đoạn:
- Giai đoạn 1:
  - Thời gian: Tháng 9 đến tháng 12 năm 1989
  - Tháng có lạm phát cao nhất: Tháng 12 năm 1989, tỷ lệ lạm phát: 59.7%
- Giai đoạn 2:
  - Thời gian: Tháng 4 năm 1992 đến tháng 1 năm 1994
  - Tháng có lạm phát cao nhất: Tháng 1 năm 1994, tỷ lệ lạm phát: 313.000.000% [29]

### Zimbabwe

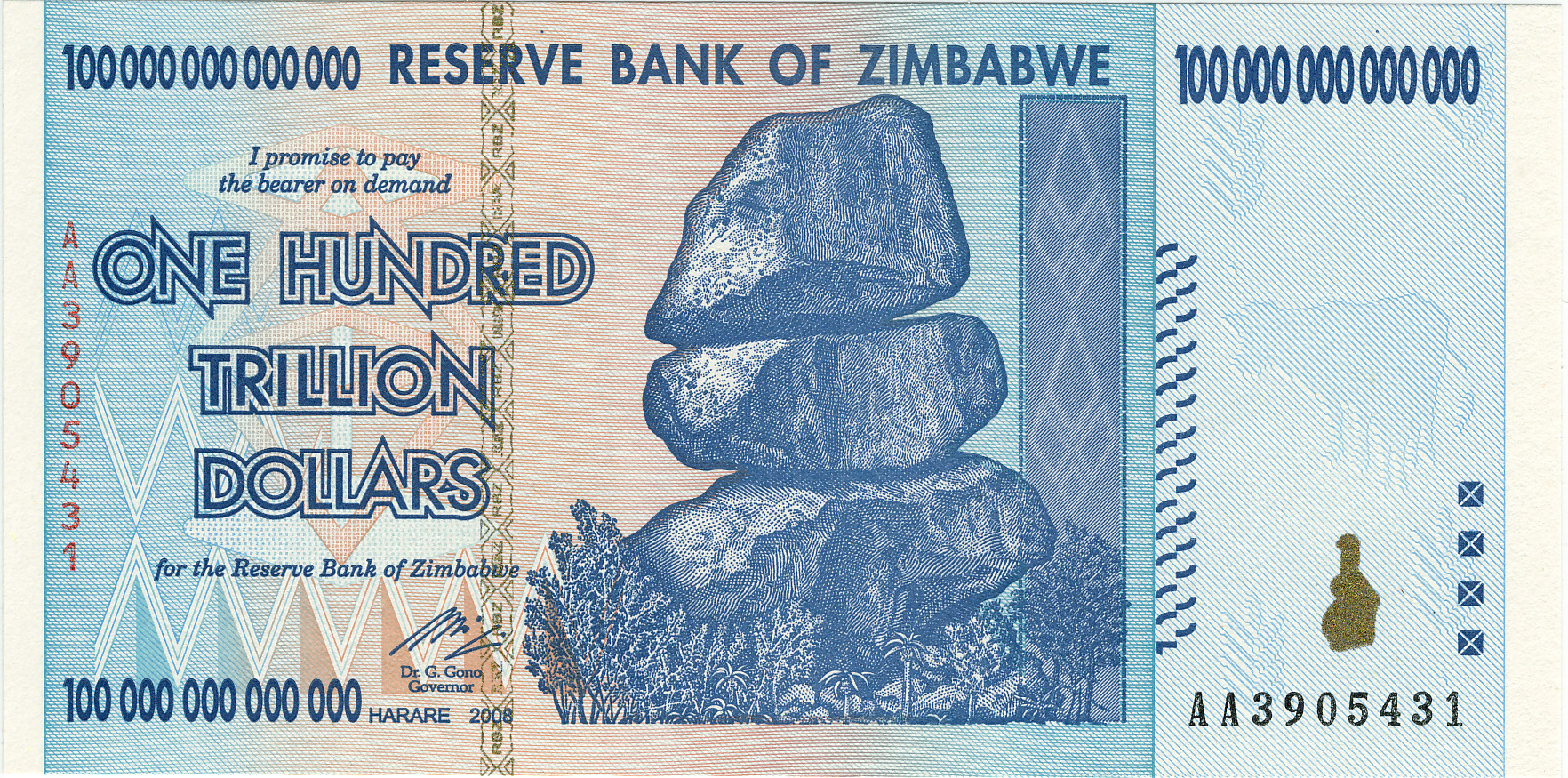
Tờ tiền 100 nghìn tỷ đôla Zimbabwe thế hệ 3 (10^{14} đôla), có giá trị bằng 10^{27} (hoặc 1 tỷ tỷ tỷ) đôla Zimbabwe thế hệ 1.

Siêu lạm phát ở Zimbabwe là một trong số ít các trường hợp dẫn đến việc từ bỏ đồng nội tệ. Thời điểm Zimbabwe giành được độc lập vào năm 1980, một đồng đô la Zimbabwe (ZWD, thế hệ 1) đổi được khoảng 1,25 đôla Mỹ. Tuy nhiên, lạm phát tràn lan và sự sụp đổ của kinh tế Zimbabwe đã làm giảm giá trị đồng tiền. Lạm phát đã ổn định trước khi Tổng thống Robert Mugabe thi hành chính sách cải cách ruộng đất vào năm 2000: Nông dân da trắng bị tịch thu toàn bộ đất đai và phân phối lại cho nông dân da màu. Chính điều này đã dẫn đến sản xuất thực phẩm bị phá vỡ, doanh thu từ xuất khẩu thực phẩm giảm mạnh và giảm nguồn vốn từ nước ngoài vào. Kết quả là chính phủ của ông Mugabe và Ngân hàng Dự trữ Gideon Gono phải in rất nhiều tờ tiền có mệnh giá cao hơn.
Siêu lạm phát đã bắt đầu từ sớm trong thế kỉ 21, đạt 624% vào năm 2004. Nó đã giảm xuống còn 3 chữ số nhỏ trước khi tăng trở lại lên 1.730% vào năm 2006. Ngày 1 tháng 8 năm 2006, Ngân hàng Dự trữ Zimbabwe cho đổi tiền theo tỷ lệ 1.000 ZWD đổi 1 đôla thế hệ 2 (ZWN), nhưng lạm phát năm tính đến tháng 6 năm 2007 đã lên đến 11.000% (so với dự báo 9.000%) trước đó. Trong năm 2008, Ngân hàng Dự trữ Zimbabwe đã dần dần phát hành những tờ tiền có mệnh giá lớn hơn:
- 5 tháng 5: Giấy bạc hoặc "séc vô danh" mệnh giá 100 triệu ZWN và 250 triệu ZWN.[32]
- 15 tháng 5: Những tờ séc vô danh mới được đưa vào lưu thông, mệnh giá 500 triệu ZWN tương đương 2,5 đôla Mỹ.[33]
- 20 tháng 5: Tờ tiền mới ("séc nông nghiệp") được lưu hành, mệnh giá 5 tỷ, 25 tỷ và 50 tỷ.
- 21 tháng 7: Séc nông nghiệp mệnh giá 100 tỷ ZWN.

Lạm phát ở Zimbabwe vào thời điểm 16 tháng 7 đã tăng lên 2,2 triệu %  và một số nhà phân tích cho rằng lạm phát đã vượt qua mức 9 triệu %. Thời điểm ngày 22 tháng 7 năm 2008, 688 tỷ ZWN mới đổi được 1 đôla Mỹ, hoặc 688 nghìn tỷ ZWD.
Ngày 1 tháng 8 năm 2008, đồng đôla Zimbawe được định giá lại theo tỷ lệ 1010 ZWN đổi 1 đôla thế hệ 3 (ZWR). Ngày 19 tháng 8, con số lạm phát chính thức được công bố: lạm phát vào tháng 6 là 11.250.000%. Thời điểm tháng 7 năm 2008, lạm phát năm của Zimbabwe là 231.000.000% (giá sẽ tăng gấp đôi sau mỗi 17,3 ngày). Đến tháng 10 năm 2008, Zimbabwe bắt đầu sa lầy vào vũng bùn mang tên "siêu lạm phát" với mức lương không thể đuổi kịp trước sự tăng tốc của lạm phát.
Trong nền kinh tế này, hoạt động của nhiều bệnh viện và trường học bị gián đoạn vì nhiều bác sĩ, y tá và giáo viên không có khả năng trả tiền vé xe buýt để làm việc. Thủ đô của Zimbabwe, Harare, gần như không có nước sinh hoạt. Trong lúc đang cần ngoại tệ để duy trì hoạt động của chính phủ, thống đốc ngân hàng trung ương Zimbabwe, Gideon Gono đã cho người mang các vali chứa đôla Zimbabwe chạy trên đường phố để tìm kiếm chỗ mua bán đôla Mỹ và rand Nam Phi.
Từ sau tháng 7 năm 2008 trở đi, chưa có báo cáo chính thức nào về lạm phát của Zimbabwe được đưa ra. Giáo sư Steve H. Hanke, để giải quyết vấn đề, đã tính toán tỉ lệ lạm phát ở nước này trong giai đoạn sau tháng 7 năm 2008 và xưất bản các Chỉ số Siêu lạm phát của Hanke cho Zimbabwe. Các tính toán của Hanke (gọi tắt là HHIZ) đã chỉ ra rằng lạm phát năm đã đạt đỉnh ở mức 89.7 nghìn tỷ tỷ % (89.700.000.000.000.000.000.000%) vào giữa tháng 11 năm 2008. Tỉ lệ lạm phát tháng cao điểm là 79,6 tỷ %, tương đương với tỉ lệ lạm phát ngày 98% và tỉ lệ hằng năm là khoảng 7 × 10108 %. Với tỉ lệ này, giá cả sẽ nhân đôi sau mỗi 24,7 giờ. (Lưu ý rằng phần lớn các con số tính toán ở trên chỉ được xét chủ yếu trên lý thuyết, khi siêu lạm phát đã không duy trì ở tốc độ đó trong cả năm.) 
Vào thời cao điểm tháng 11 năm 2008, tỷ lệ lạm phát ở Zimbabwe đã tiếp cận (nhưng không phá được) kỷ lục thế giới ở Hungary năm 1946. (Tháng 7 năm đó, tỷ lệ lạm phát ở Hungary là 41,9 triệu tỷ phần trăm.) Ngày 2 tháng 2 năm 2009, đồng đôla đã được định giá lại lần thứ tư với tỷ lệ 1012 đôla thế hệ 3 (ZWR) đổi 1 đôla thế hệ 4 (ZWL), chỉ 3 tuần sau khi tờ tiền 100 nghìn tỷ đôla được đưa vào lưu thông (ngày 16 tháng 1), nhưng siêu lạm phát đã suy yếu dần vì tỉ lệ lạm phát chính thức bằng đôla Mỹ được công bố và các giao dịch nước ngoài được hợp pháp hóa, và đến ngày 12 tháng 4, đôla Zimbabwe chính thức bị loại bỏ khỏi lưu thông.
- Thời gian: Tháng 3 năm 2007 đến giữa tháng 11 năm 2008
- Tháng có lạm phát cao nhất: giữa tháng 11 năm 2008, tỷ lệ lạm phát: 79,6 tỷ %.[43]

### Venezuela
Siêu lạm phát ở Venezuela là siêu lạm phát mới nhất xảy ra trên thế giới. Là một trong những nước có trữ lượng dầu lớn nhất thế giới, 90% thu nhập tài chính của Venezuela đều dựa vào xuất khẩu dầu. Chính quyền của tổng thống Maduro cho rằng, các thế lực ngoại bang do Mỹ cầm đầu đã cấu kết với các phe nổi loạn trong nước để phát động "chiến tranh kinh tế". Trong khi đó, những người phản đối thì cho rằng ông Maduro thi hành chính sách bất cập, khiến vật giá leo thang, thực phẩm và thuốc men ngày càng thiếu hụt.
Tháng 1/2018, đồng nội tệ (bolivar) của nước này bị mất giá trị lên đến 98% so với cùng kỳ năm 2017. Thời đó, lương tháng tối thiểu của nước này là dưới 4 đôla Mỹ. Theo IMF (Quỹ Tiền tệ Thế giới), tỉ lệ lạm phát tại nước này có thể lên đến hơn 1.000.000% (giá sẽ tăng gấp đôi sau mỗi 2,3 ngày). Lạm phát ở nước này cao đến mức người dân phải tới các chợ đen ở ngoại ô thủ đô Caracas để mua các nhu yếu phẩm khó tìm như xà phòng, dầu gội đầu, bột ngô hay gạo. Kinh tế sa sút cùng với tình trạng thiếu thốn lương thực khiến cân nặng trung bình của người dân Venezuela giảm xuống trung bình 11 kg trong năm 2017. Thời điểm đó, 90% dân số nước này sống trong nghèo khổ. Ngoài ra, vì lạm phát quá cao nên người dân thường cân tiền thay vì đếm tiền như trước.
Cuối tháng 8 năm 2018, theo các thị trường chợ đen tại Venezuela, 6,6 triệu bolivar có thể đổi được 1 đô la Mỹ.
Sau đó, những biện pháp giải quyết cuộc khủng hoảng được Tổng thống Nicolas Maduro công bố ngày 17/8/2018 và có hiệu lực vào ngày 20/8.
Các nỗ lực cải cách kinh tế bao gồm tăng lương tối thiểu lên 60 lần, giảm giá trị đồng tiền xuống 95%, xóa 5 số 0 trên đồng nội tệ bolivar, phát hành tờ tiền mới có tên Bolivar Soberano.
- Thời gian: Năm 2014 đến cuối tháng 8 năm 2018
- Tháng có lạm phát cao nhất: tháng 8 năm 2018, tỷ lệ lạm phát: 1.000.000%[47] Lưu trữ ngày 10 tháng 9 năm 2018 tại Wayback Machine

## Một số ví dụ về lạm phát cao
Một số quốc gia từng có tỷ lệ lạm phát cao, nhưng tốc độ chưa đạt đến định nghĩa về siêu lạm phát của Gregory N. Mankiw: tỷ lệ lạm phát mỗi tháng trên 50% thì được gọi là siêu lạm phát.

### Iraq
Giữa năm 1987 và 1995, đồng dinar của Iraq đã mất giá nghìn lần, từ tỷ giá chính thức 0,306 dinar đổi 1 đôla Mỹ (hoặc 3,26 đôla Mỹ đổi 1 dinar, mặc dù tỷ lệ trên chợ đen được cho là thấp hơn đáng kể) xuống còn 3.000 dinar đổi 1 đôla Mỹ do chính phủ in ấn tiền mặt quá mức. Nó tương đương với một tỷ lệ lạm phát trung bình năm lên tới 306% trong giai đoạn này.

### Mexico
Mặc dù giá dầu đã có giai đoạn tăng "nóng" vào cuối những năm 1970 (México chuyên sản xuất và xuất khẩu dầu mỏ), Mexico vẫn vỡ nợ (nợ nước ngoài) vào năm 1982. Hậu quả là dòng vốn liên tục tháo chạy khỏi Mexico và nước này phải gánh chịu siêu lạm phát cùng sự mất giá của đồng peso. Ngày 1 tháng 1 năm 1993, Mexico đã ra mắt đồng tiền mới, đồng nuevo peso ("peso mới" hay MXN), bỏ đi 3 chữ số 0 trong tờ tiền peso cũ, một tỷ lệ lạm phát lên tới 100.000% trong nhiều năm diễn ra khủng hoảng. (Tỷ lệ đổi tiền là 1.000 peso cũ đổi 1 peso mới.)

### Ai Cập (thuộc La Mã)
Tại Ai Cập (lúc bấy giờ đang chịu sự thống trị của Đế chế La Mã), nơi mà một số tài liệu và giá cả vẫn còn được lưu giữ lại cho đến ngày nay, giá của 1 kg lúa mì là 200 drachmae vào năm 276, và tăng lên đến hơn 2.000.000 drachmae vào năm 334, một tỷ lệ lạm phát lên đến 1.000.000% trong thời gian 58 năm.
Mặc dù giá cả tăng hơn 10.000 lần trong thời gian trên, nhưng do thời gian kéo dài tới 58 năm, nên tỉ lệ lạm phát bình quân hằng năm chỉ có 17,2% mỗi năm.

### Romania
Romania đã từng có giai đoạn lạm phát phi mã vào cuối những năm 1990. Mệnh giá cao nhất ở nước này vào năm 1990 là 100 lei và năm 1998 là 100.000 lei. Năm 2000 mệnh giá này là nửa triệu lei. Năm 2005 con số này là 1 triệu lei. Lạm phát ở Romania năm 2005 là 9%. Vào tháng 7 năm 2005 đồng lei cũ đã bị thay thế bởi đồng leu mới theo tỉ lệ 10.000 lei cũ đổi 1 leu mới. Tháng 7 năm 2005 mệnh giá cao nhất ở Romania là 500 leu (= 5.000.000 lei cũ).

### Việt Nam
Thời kỳ 1954 - 1975, ở miền Nam Việt Nam từng diễn ra một số đợt lạm phát rất cao do cung tiền tăng quá nhanh (Mỹ đổ tiền viện trợ quá nhiều cho chính phủ Sài Gòn). Từ cuối năm 1973 đến cuối năm 1974, khủng hoảng kinh tế do Mỹ cắt giảm viện trợ đã khiến lạm phát trong riêng năm này ở miền Nam Việt Nam đã đạt tới trên 200%.
Cuối năm 1985, sai lầm về tổng điều chỉnh giá - lương - tiền đã khiến Việt Nam rơi vào tình trạng lạm phát phi mã. Siêu lạm phát xuất hiện liên tục từ năm 1985 đến 1988, với tỉ lệ lạm phát từ 300% đến 800% mỗi năm. Năm 1986, tỷ lệ lạm phát lên đến 774,7% khiến kinh tế rối loạn. Siêu lạm phát vẫn tiếp diễn trong 2 năm sau đó (năm 1987: 323,1%; năm 1988: 393%). Đến năm 1989, lạm phát mới xuống dưới 100% và Việt Nam mới thoát khỏi lạm phát.

## Các kiểu lạm phát
Tỷ lệ lạm phát thường được đo bằng tỷ lệ phần trăm mỗi năm. Nó cũng có thể được đo bằng tỷ lệ phần trăm mỗi tháng hoặc thời gian để giá cả tăng gấp đôi.
| Giá bán cũ | Giá bán mới 1 năm sau | Giá bán mới 10 năm sau | Giá bán mới 100 năm sau | Tỷ lệ lạm phát (hàng năm) [%] | Tỷ lệ lạm phát hàng tháng [%] | Thời gian để giá bán nhân đôi (năm) | Thời gian để có thêm một chữ số 0 vào giá bán (năm) |
| ---------- | --------------------- | ---------------------- | ----------------------- | ----------------------------- | ----------------------------- | ----------------------------------- | --------------------------------------------------- |
| 1          | 1,0001                | 1,001                  | 1,01                    | 0.01                          | 0,0008                        | 6931                                | 23028                                               |
| 1          | 1,001                 | 1,01                   | 1,11                    | 0.1                           | 0,00833                       | 693                                 | 2300                                                |
| 1          | 1,003                 | 1,03                   | 1,35                    | 0.3                           | 0,0250                        | 231                                 | 769                                                 |
| 1          | 1,01                  | 1,10                   | 2,70                    | 1                             | 0,0830                        | 69,7                                | 231                                                 |
| 1          | 1,03                  | 1,34                   | 19,2                    | 3                             | 0,247                         | 23,4                                | 77,9                                                |
| 1          | 1,1                   | 2,59                   | 13800                   | 10                            | 0,797                         | 7,27                                | 24,1                                                |
| 1          | 2                     | 1024                   | 1,27 × 1030             | 100                           | 5,95                          | 1                                   | 3,32                                                |
| 1          | 10                    | 10                     | 10100                   | 900                           | 21,2                          | 0,301 (3⅔ tháng)                    | 1                                                   |
| 1          | 31                    | 8,20 × 1014            | 1,37 × 10149            | 3000                          | 32,8                          | 0,202 (2½ tháng)                    | 0,671 (8 tháng)                                     |
| 1          | 1012                  | 10120                  | 101.200                 | 1014                          | 900                           | 0,0251 (9 ngày)                     | 0,0833 (1 tháng)                                    |
| 1          | 1,67 × 1073           | 1,69 × 10732           | 1,87 × 107.322          | 1,67 × 1075                   | 1,26 × 108                    | 0,00411 (36 giờ)                    | 0,0137 (5 ngày)                                     |
| 1          | 1,05 × 102.637        | 1,69 × 1026.370        | 1,89 × 10263.709        | 1,05 × 102.639                | 5,65 × 10221                  | 0,000114 (1 giờ)                    | 0,000379 (3,3 giờ)                                  |

Các công thức trong việc tính lạm phát:
{\displaystyle {\hbox{Giá bán }}y{\hbox{ năm sau }}={\hbox{giá bán cũ }}\times \left(1+{\frac {\hbox{lạm phát}}{100}}\right)^{y}}
{\displaystyle {\hbox{Lạm phát hàng tháng }}=100\times \left(\left(1+{\frac {\hbox{lạm phát}}{100}}\right)^{\frac {1}{12}}-1\right)}
{\displaystyle {\hbox{Thời gian để giá nhân đôi}}={\frac {\log _{e}2}{\log _{e}\left(1+{\frac {\hbox{lạm phát}}{100}}\right)}}}
{\displaystyle {\hbox{Thời gian để thêm một số 0 vào giá bán }}={\frac {1}{\log _{10}\left(1+{\frac {\hbox{lạm phát}}{100}}\right)}}}
Thông thường, khi tiền tệ được định giá lại, 3 chữ số 0 sẽ bị cắt khỏi tờ tiền. Trong bảng trên, nếu lạm phát hàng năm là 100%, phải mất 3,32 năm để một chữ số 0 được thêm vào giá, hoặc 3 × 3,32 = 9,96 năm để trong giá bán có thêm 3 chữ số 0. Trong trường hợp này, ta có thể đoán trước được rằng sẽ có một cuộc tái định giá tiền trong vòng 10 năm sau khi tiền tệ được giới thiệu.
Theo các công thức toán, trong trường hợp của Việt Nam năm 1986 (ở trên):
- Lạm phát hàng tháng là khoảng 19,8%;
- Thời gian để giá nhân đôi là khoảng 0,32 năm, và
- Thời gian để có thêm một chữ số 0 vào giá là khoảng 1,06 năm.